# Nationalbank der Republik Usbekistan
Die Nationalbank der Republik Usbekistan, auch NBU (usbekisch O‘zbekiston Respublikasi Tashqi iqtisodiy faoliyat milliy banki, НБУ), ist eine usbekische Universalbank mit Sitz in Taschkent.

## Bewertungen
| Bonität (31. Mai 2013)               | Bonität (31. Mai 2013)               | Bonität (31. Mai 2013)               |
| Nationalbank der Republik Usbekistan | Nationalbank der Republik Usbekistan | Nationalbank der Republik Usbekistan |
| Agency                               | Wertung                              | Evaluation                           |
| ------------------------------------ | ------------------------------------ | ------------------------------------ |
| Moody’s                              | Der Ausblick für alle Ratings        | stabil                               |
| Moody’s                              | Auf Einlagen in Landeswährung        | B1                                   |
| Moody’s                              | Auf Einlagen in Fremdwährung         | B2                                   |
| Moody’s                              | Finanzielle Stabilität der Bank      | E+                                   |
| Standard & Poor’s                    | Langfrist-Rating                     | B+                                   |
| Standard & Poor’s                    | Kurzfrist-Rating                     | B                                    |

## Präsidenten
| Präsident        | Amtszeit  |
| ---------------- | --------- |
| Azimov R.S.      | 1991–1998 |
| Mirhodzhaev Z.S. | 1998–2005 |
| Rakhimov S. B.   | seit 2014 |